# 北海道立総合研究機構農業研究本部中央農業試験場
地方独立行政法人北海道立総合研究機構農業研究本部中央農業試験場（ちほうどくりつぎょうせいほうじんほっかいどうりつそうごうけんきゅうきこうのうぎょうけんきゅうほんぶちゅうおうのうぎょうしけんじょう）は、北海道内の農業に関する試験研究等を行うために設置された、地方独立行政法人北海道立総合研究機構の試験研究機関である。

## 概要
地方独立行政法人北海道立総合研究機構が設置する農業試験研究機関であり、北海道全域に関する専門研究や優良種苗生産を行うとともに、石狩、空知、後志、胆振、日高の5振興局管内における地域対応研究を担当する。農業研究本部が併置されており、総合企画調整や情報サービス等を実施する。農業研究本部長は中央農業試験場長を兼ねる。

## 所在地
- 本場：北海道夕張郡長沼町東6線北15（1区）
- 遺伝資源部：北海道滝川市南滝の川363-2
- 水田農業G：北海道岩見沢市上幌向町216

## 沿革

### 本場
- 1901年 - 北海道農事試験場が国費により札幌区（現・札幌市北区）北18条に設置される。
- 1906年 - 北海道農事試験場に地方費により種苗圃を設置する。以降、地方費支弁の各種試験地が併置される。
- 1910年 - 北海道農事試験場を本場とし、上川、十勝、北見、渡島の各地方費試験場を支場とする。
- 1926年 - 本場が札幌郡琴似村（現・札幌市西区琴似）へ移転する。跡地は札幌原種圃として運営される。
- 1942年 - 北海道農事試験場、北海道庁種畜場、北海道庁種羊場が併合され、北海道農業試験場が設置される。
- 1950年 - 北海道立農業試験場が設置され、北海道農業試験場の地方費部分が北海道立農業試験場本場として分離する。札幌原種圃跡地（旧北海道農事試験場本場）に種芸部を設置する。
- 1964年 - 本支場制を改め、道立農試本場に空知支場、岩宇園芸試験地、江部乙りんご試験地を統合し、北海道立中央農業試験場とする。原々種農場を附置する。農林省北海道農業試験場との場長の併任を解消する。
- 1966年 - 畑作部・園芸部（旧種芸部）を含めて夕張郡長沼町に移転する。
- 1971年 - 岩宇園芸試験地を廃止する。
- 1986年 - 江部乙りんご試験地を廃止する。原々種農場を植物遺伝資源センターとして独立させる。
- 1991年 - 北海道病害虫防除所が併置され、病害虫予察事業を移管する。
- 1996年 - 果樹を除く園芸関係の研究を、北海道立花・野菜技術センターとして分離する。
- 2004年 - 北海道病害虫防除所を統合する。
- 2006年 - 植物遺伝資源センターを併合し、遺伝資源部とする。
- 2010年 - 地方独立行政法人北海道立総合研究機構の設立により北海道から移管され、名称を「地方独立行政法人北海道立総合研究機構農業研究本部中央農業試験場」と改める。

### 岩見沢試験地
- 1943年 - 北海道農業試験場岩見沢水稲試験地が岩見沢市西川向に設置される。
- 1950年 - 廃止され、空知管内市町村が用地および建物を維持する。
- 1952年 - 北海道立農業試験場岩見沢試験地として再開する。
- 1954年 - 岩見沢市金子に移転する。
- 1955年 - 北海道立農業試験場空知支場とする。
- 1964年 - 北海道立中央農業試験場稲作部とする。
- 2000年 - 北海道立中央農業試験場岩見沢試験地とする。
- 2010年 - 地方独立行政法人に移管される。

### 遺伝資源部
- 1950年 - 北海道立農業試験場原々種農場本場が空知郡滝川町（現・滝川市）に設置される。
- 1964年 - 北海道立中央農業試験場原々種農場とする。
- 1986年 - 北海道立遺伝資源センターとして独立分離する。
- 2006年 - 北海道立中央農業試験場に併合され、遺伝資源部とする。
- 2010年 - 地方独立行政法人に移管される。

## 育成品種
水稲
ささほなみ、そらち、ほうりゅう、ゆうなみ、ともゆたか、みちこがね、ゆきひかり、吟風、ななつぼし、そらゆき（以上粳種）
大豆
ユウヅル、ツルムスメ（以上大粒）、スズマル（小粒）、いわいくろ（黒豆）
小豆
寿小豆
菜豆
改良虎豆（虎豆類）、改良早生大福、洞爺大福（以上大福類）
ベニバナインゲン
大白花
ラベンダー
おかむらさき
りんご
ハックナイン
おうとう台木
チシマ台1号
ハスカップ
ゆうふつ
花ゆり
ハゴロモ